# De Francquen
De Francquen is een Belgische adellijke familie.

## Geschiedenis
- De familie De Francquen leefde adellijk onder het ancien régime, zonder nochtans adellijke status of titels te verwerven.
- Charles Jules de Francquen was tijdens de Brabantse Revolutie een hevige patriot. Hij werd later bekend door de publicatie in 1826 van het Recueil historique, généalogique, chronologique et nobiliaire des maisons et familles illustres et nobles du royaume, précédé par la généalogie historique de la maison royale des Pays-Bas Nassau-Orange (Brussel).
- Florent de Francquen en Jeanne Sclain kregen twee zoons (zie hierna), die in 1882 in de Belgische erfelijke adel werden erkend.

## Jules de Francquen
Jules Philippe Joseph, genaamd François de Francquen (Vierset-Barse, 7 oktober 1816 - Mozet, 8 december 1885), burgemeester van Mozet, trouwde in 1844 in Hoei met Marie-Louis de Ville (1822-1867). Het huwelijk bleef kinderloos.

## Alfred de Francquen
- Alfred de Francquen (Tihange, 3 januari 1820 - 14 augustus 1900), trouwde in Gent in 1866 met Hortense van de Walle (1835-1902), dochter van raadsheer bij het hof van beroep in Gent Auguste Van de Walle en van Marie-Alexandrine Ruzette. Ze kregen vijf kinderen.
  - Raoul de Francquen (1867-1949) vrederechter voor het kanton Herve, trouwde in Luik in 1895 met Joséphine de Sauvage Vercour (1875-1962). Ze kregen zeven kinderen, met (vrouwelijke) afstamming tot heden.